# Eustrotia viridisquama
Eustrotia viridisquama là một loài bướm đêm trong họ Noctuidae.